# Кричевское восстание
Кричевское восстание 1740—1744 гг. — крупное антифеодальное выступление крестьян Кричевского староства, находившегося под управлением Иеронима Флориана Радзивилла. Вызвано усилением феодальной эксплуатации крестьян. Подавлено войсками князя Иеронима Радзивилла.

## Накануне восстания
Кричевское староство располагалось на границе с Россией и считалось собственностью короля Речи Посполитой. Старостой («державцей») был назначен князь Иероним Флориан Радзивилл, который в свою очередь сдавал его в аренду. Арендаторы были заинтересованы в том, чтобы за свой срок аренды успеть получить максимальную прибыль. По этой причине арендаторы нарушали установленные инвентарями повинности крестьян.
За два года арендаторы Волковицкие собрали с крестьян более 100 тысяч золотовок[уточнить] свыше инвентаря. Крестьяне жаловались Радзивиллу на завышенные нормы повинностей. Проблемой в старостве было размещение королевского войска, которое при отсутствии провианта занималось грабежами, что иногда завершалось убийствами.
В 1730-х годах староство было в аренде братьев Гдайлы и Шмуйлы Ицковичей, после чего положение крестьян весьма усложнилось. Арендаторы вымогали у крестьян повышенный чинш. Зачастую не выдавали квитанций об оплате и затем вновь требовали денег. За пользование мельницей Ицковичи брали не десятую, а седьмую меру зерна.
Кричевцы слали князю Иерониму Радзивиллу жалобы. Однако слуги арендаторов вылавливали гонцов на дорогах и чинили расправу. Войт деревни Селище, Василий Ващила, был наказан за то, что ездил с жалобами. Однажды Ващила был избит и брошен в острог. В другом случае был наказан розгами (150 ударов).
Радзивилл для проверки жалоб присылал своих комиссаров, однако Ицкавичи подкупали их либо объявляли комиссарами своих людей.
Подобным образом действовал и следующий арендатор — Марциан Литавор Хрептович. Кричевцы писали в своих жалобах, что «пан Хрептович не лучше жида-арендатора».

## Восстание
Волнения произошли в конце 1740 года. Вооружённые крестьяне громили имения зажиточных дворян и ростовщиков, уничтожали долговые книги.
Возглавили восстание Василий Ващила и бургомистр Иван Корпачь. Активными участниками восстания также были Стесь Бочко, Василий Ветер и Наум Буян.
15 января 1744 года Иероним Флориан Радзивилл для подавления восстания перебросил в Кричев значительное количество войска во главе с полковником Пястжецким.
Главные силы повстанцев в то время находились в восточной части староства за рекой Сож.
18 января 1744 года повстанцы подошли к Кричеву и атаковали его. Силы повстанцев насчитывали около 2 тысяч человек. К ним присоединилась городская беднота.
Хорошо обученные и вооруженные войска, при поддержке артиллерии замка, вынудили повстанцев отступить.
Более 100 крестьян погибло, 500 ранено и 77 взяты в плен, которых повесили и посадили на кол. Из пленных только трое остались в живых: старец и два бургомистра.
Повстанцы отступили и возле деревни Церковище создали новый лагерь.
Ряды повстанцев стали пополняться людьми и в скором времени их количество достигло порядка 4000 человек. Мятежники разработали план окружения и осады замка, к которой думали приступить 26 января 1744 года.
Узнав про намерения бунтовщиков, Пястжецкий решил нанести удар на опережение. К нему прибыло подкрепление из Себежа и Невеля. В его распоряжении было 400 подготовленных солдат.
В ночь перед осадой на лагерь повстанцев неожиданно напали отряды Пястжецкого. Застигнутые врасплох крестьяне отступили, покинув на поле боя более 200 убитых и большое количество раненых. 176 человек попало в плен. 60 повстанцев после боя были посажены на колья и повешены на крюках и виселицах.
В начале февраля 1744 года восстание было окончательно подавлено.

## Итоги
После окончательного подавления восстания в Кричев с конным отрядом в триста сабель приехал Иероним Флориан Радзивилл.
Согласно решению суда от 22 февраля 1744 года, к различным мерам наказания были приговорены все основные участники восстания, которые попали в плен.
16 человек были казнены 26 февраля 1744 года. Иван Корпачь, Стесь Бочко, Василий Ветер, Наум Буян, Никита из Боровки, Иван Трус, Василий Почеёнок и Васька Костин были посажены на кол. Иван Докука, Захарка Семашко, Иванишка из Боронкова и Никита из Тупичина были повешены. Семён Ворона, Игнат Малунёнок, Иван Кривуля и Иван Голёнка были обезглавлены.
Секретарю мятежников, сыну Стеся Бочко, князь Иероним приказал отрезать уши и выжечь на лбу виселицу.
Василий Ващила убежал в Стародуб, где попал в заточение в крепости и затем умер от дизентерии.
Иероним Флориан Радзивилл ограничился отдельными уступками. Радзивилл заменил принудительные работы на будах[уточнить] денежным чиншем, снял некоторые ограничения в сельской торговле, объявил о своем намерении не сдавать староство в аренду.

## В культуре
Кричевскому восстанию посвящена трагедия Владимира Короткевича «Мать Ветра», а также её экранизация — художественный фильм «Мать урагана» (бел. Маці ўрагану), совместно снятый белорусскими и чешскими кинематографистами в 1990 году.